# Pontus Sjöman
Pontus Johan Sjöman, född 12 juli 1971 i Matteus församling, Stockholm, är en svensk filmproducent, regiassistent och skådespelare.  Han är son till filmproducenten Peter Holthausen och skådespeleraren Lickå Sjöman samt systerson till skådespelerskan Kyri Sjöman. Han var verksam vid Tre vänner produktion AB.

## Filmografi

### Producent
- 2005 – Det luktar Urban
- 2006 – Förortsungar
- 2009 – Äntligen midsommar!
- 2011 – Svensson, Svensson - i nöd och lust
- 2013 – Små citroner gula
- 2013 – Tyskungen

### Skådespelare
- 1999 - Turistaffären

### FAD (First Assistant Director)
- 2004 - Babylonsjukan

### Produktionsassistent
- 1995 - Happy Days